# Citadel van Arras

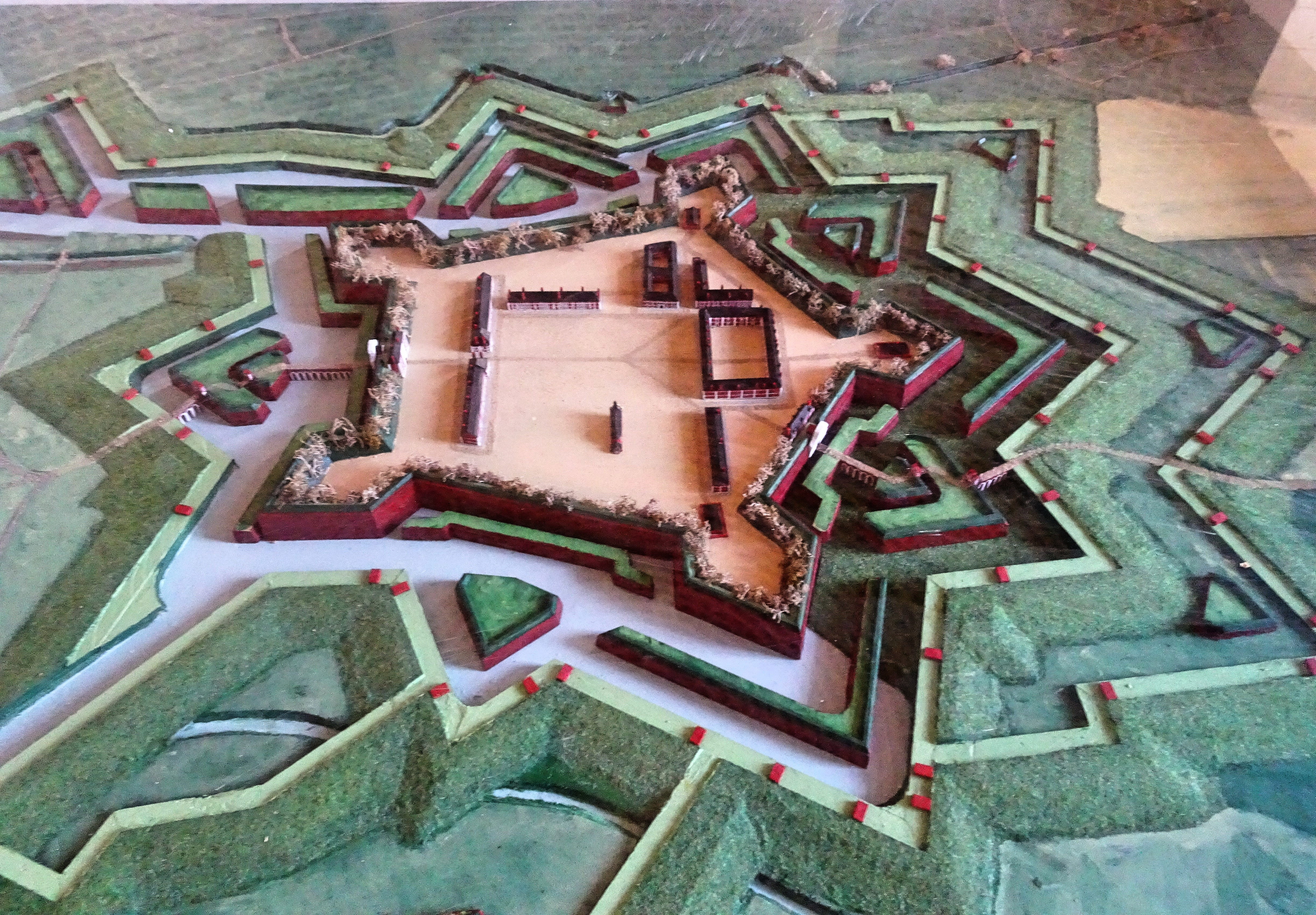
Maquette van de citadel

De Citadel van Arras werd tussen 1668 en 1672 gebouwd onder leiding van de vestingbouwer Vauban ter verdediging van Arras (Atrecht). Het staat op de Werelderfgoedlijst van UNESCO.

## Aanleiding
Kardinaal de Richelieu slaagde erin om Arras voor Frankrijk in te nemen in 1640. Het bleef onrustig in de regio waarbij de Franse en Spaanse legers nog diverse keren slaags raakten. Pas bij het Verdrag van Nijmegen in 1678 werd de grens vastgesteld. De citadel van Arras maakte deel uit van de tweede verdedigingslijn, Pré carré, in het noorden van Frankrijk tegen de zuidgrens van de Spaanse Nederlanden. 

## Beschrijving
In 1668 werd met de bouw van de citadel begonnen en twee jaar later werden de werkzaamheden gestaakt. De gebouwen op het binnenplein van de Place d'Armes dateren bijna allemaal uit de 17e eeuw. De vestingwerken zijn nooit afgemaakt en de plannen zijn niet volledig uitgevoerd. De kapel werd in 1673 gebouwd en tussen 1680-82 kwam de Schramm-kazerne erbij. De citadel heeft de bijnaam, de nutteloze schoonheid (la belle inutile), mooi maar niet militair functioneel.
De hoofdtoegang is de Porte Royale. Het is een gewelfde opening omlijst door een gedecoreerde gevel. Boven de deur was een inscriptie gegraveerd met het jaartal 1670, het jaar waarin de citadel werd ingehuldigd. De rijbaan, waartoe een ophaalbrug toegang gaf, werd beschermd door twee valhekken. Achter de valhekken is een ruimte voor de wacht en een wapenkamer.
Tijdens de Tweede Wereldoorlog werd de citadel door het Duitse leger gebruikt als gevangenis en executieplaats. Tussen augustus 1941 en juli 1944 werden 218 mensen doodgeschoten in de gracht van de citadel. De meeste mensen hadden de Franse nationaliteit, maar ook Belgen, Hongaren en Italianen, om enkele te noemen, zijn hier geëxecuteerd. De jongste van de geëxecuteerden was 16 jaar oud en de oudste 69 jaar. Op de muur van de geëxecuteerden zijn 218 plaquettes aangebracht waarop de naam van een slachtoffer is gegraveerd.
De citadel werd deels als een historisch monument geclassificeerd in 1920 en 1929, maar vanaf 2012 valt het geheel onder monumentenbescherming. In 2008 werd de citadel op de Werelderfgoedlijst van UNESCO geplaatst als een van de twaalf belangrijkste vestingwerken van Vauban. In 2010 werden de citadel en de bijbehorende directe omgeving gedemilitariseerd en afgestaan aan de stad Arras. Er zijn plannen gemaakt en tot uitvoering gebracht om het terrein van 72 hectare meer bij de stad te betrekken. 
Het bouwwerk is sinds 2013 een Frans monument historique, en staat sinds 2008 samen met andere vestingwerken van Vauban op de werelderfgoedlijst van UNESCO.

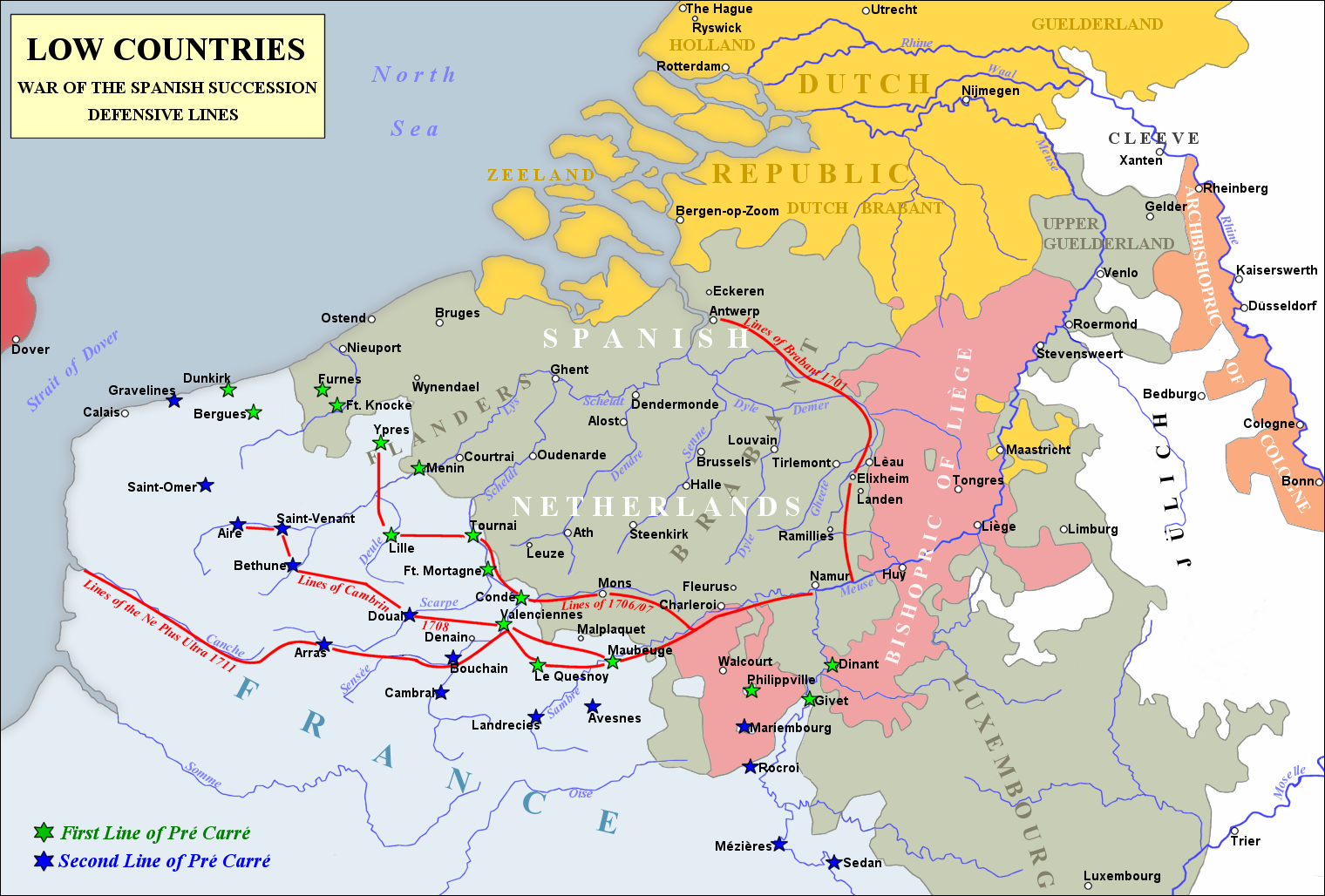
Franse verdedigingslinies
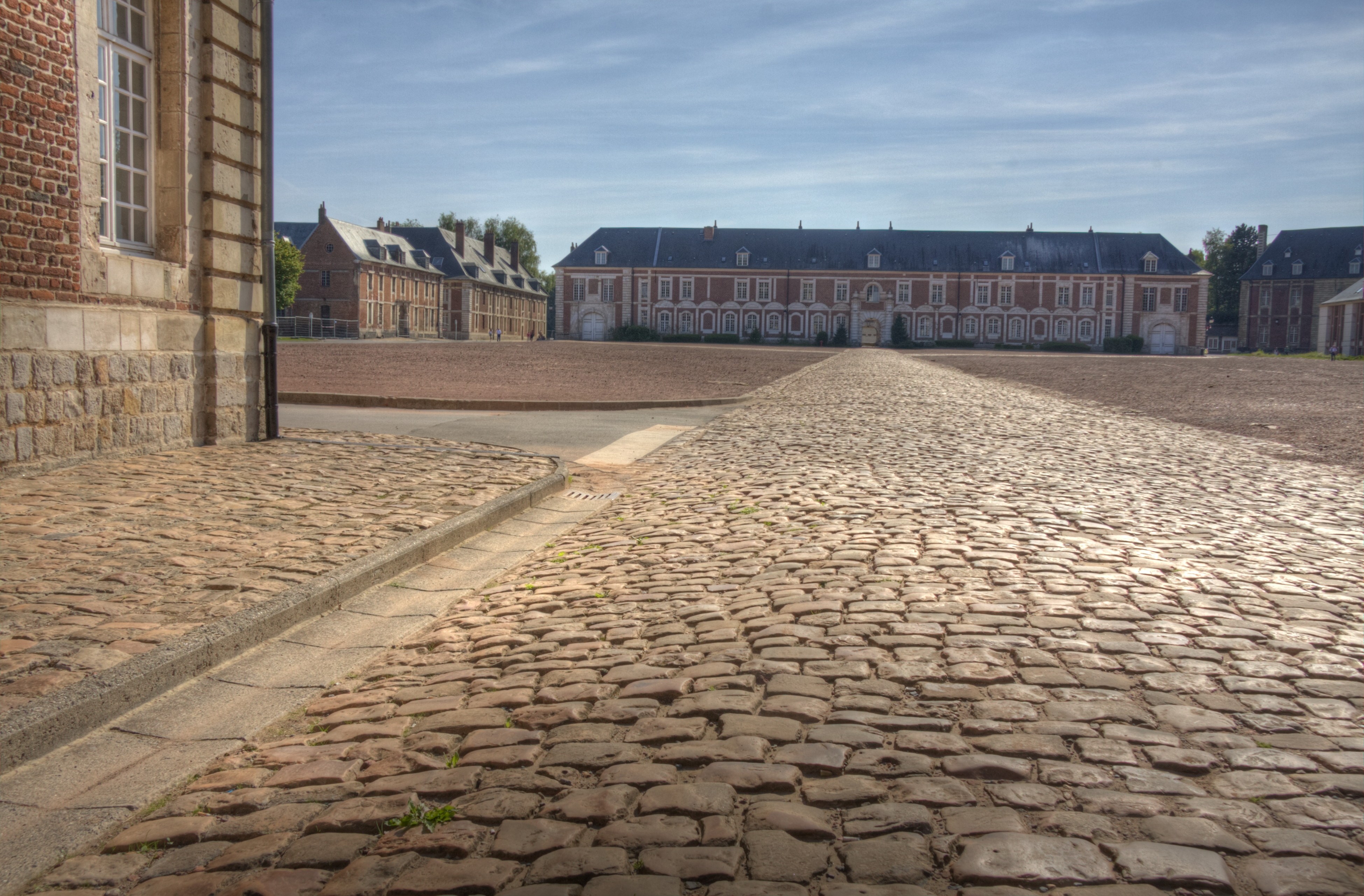
Place d'Armes
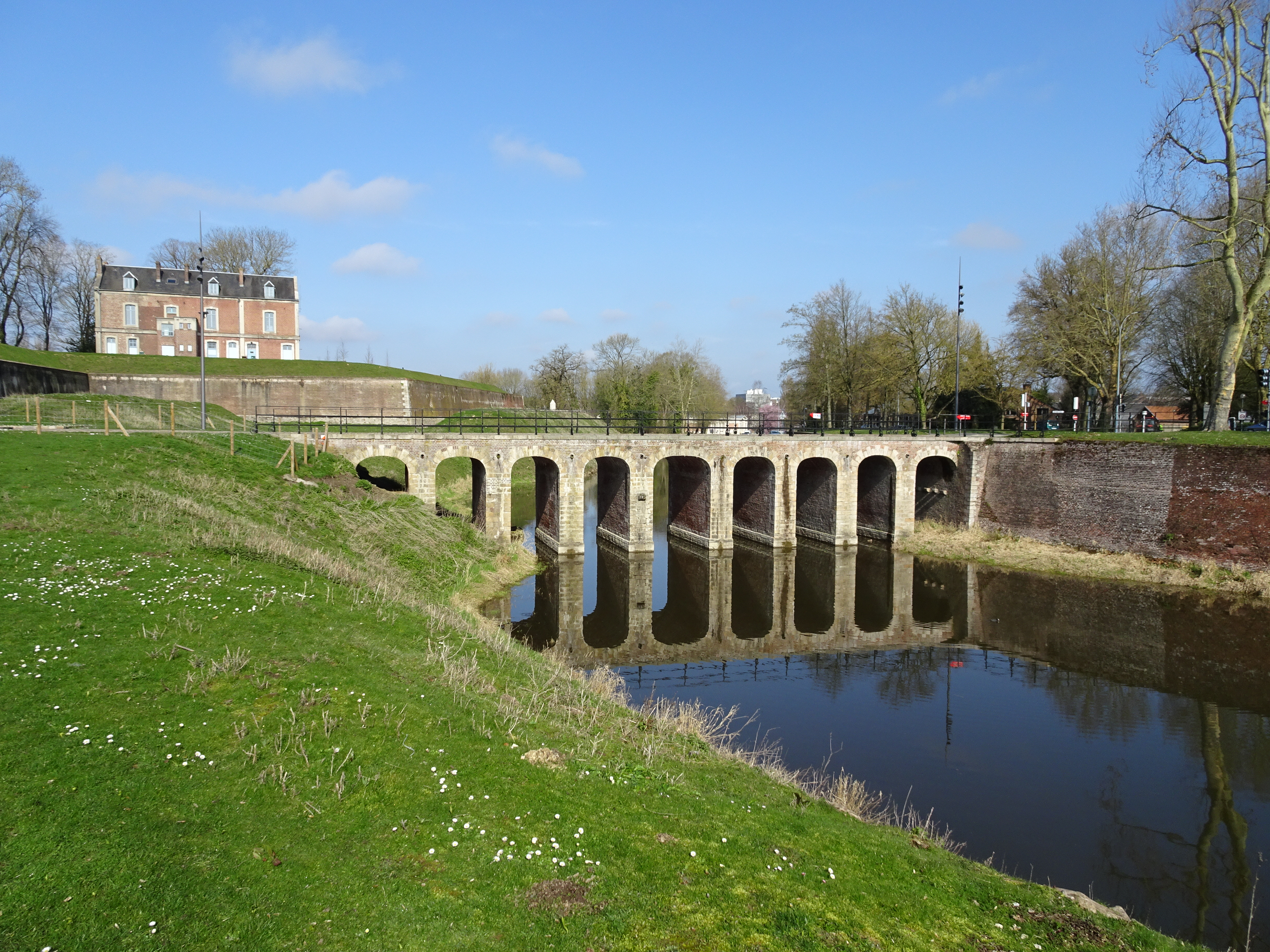
Brug over de natte gracht
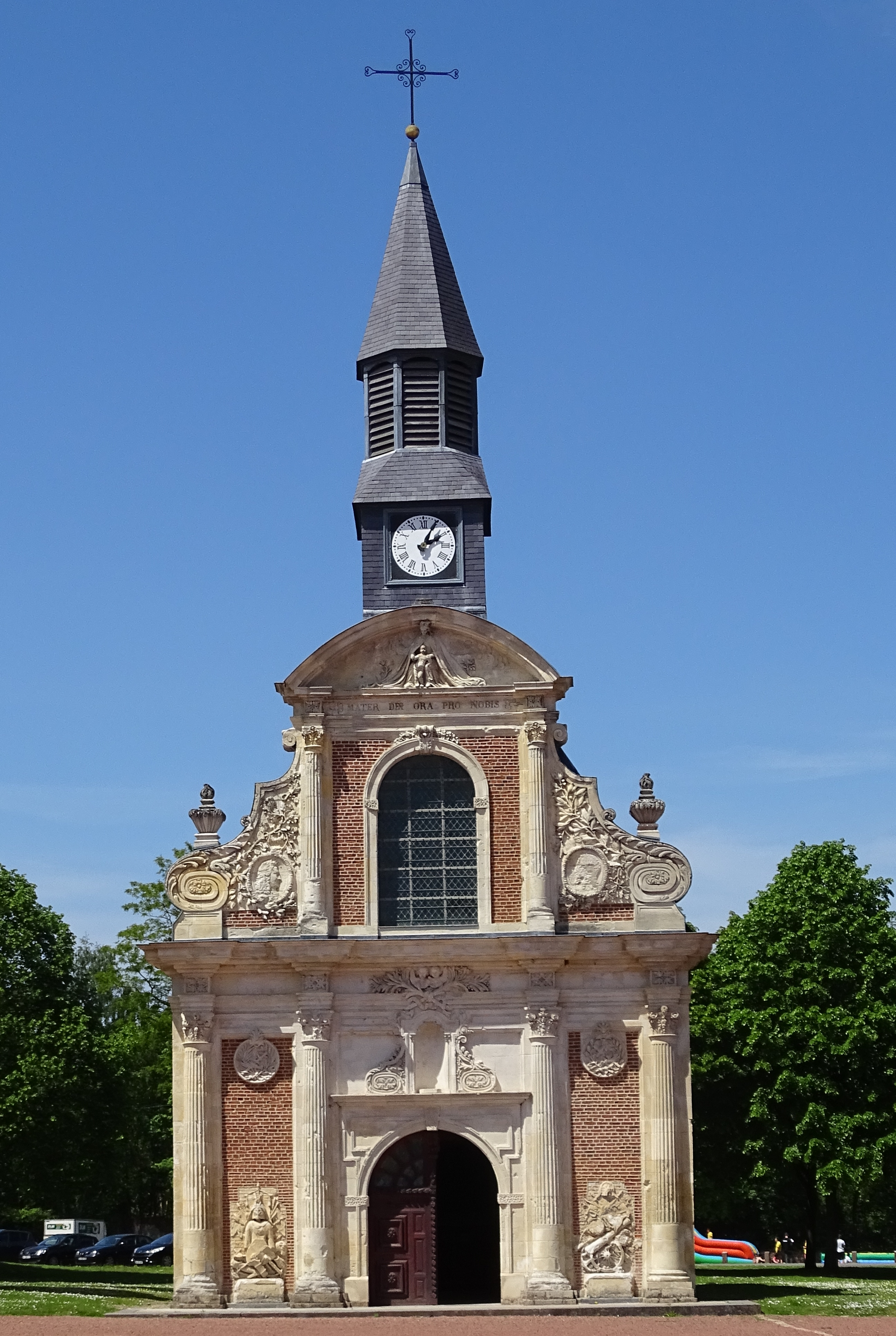
Kapel Saint Louis
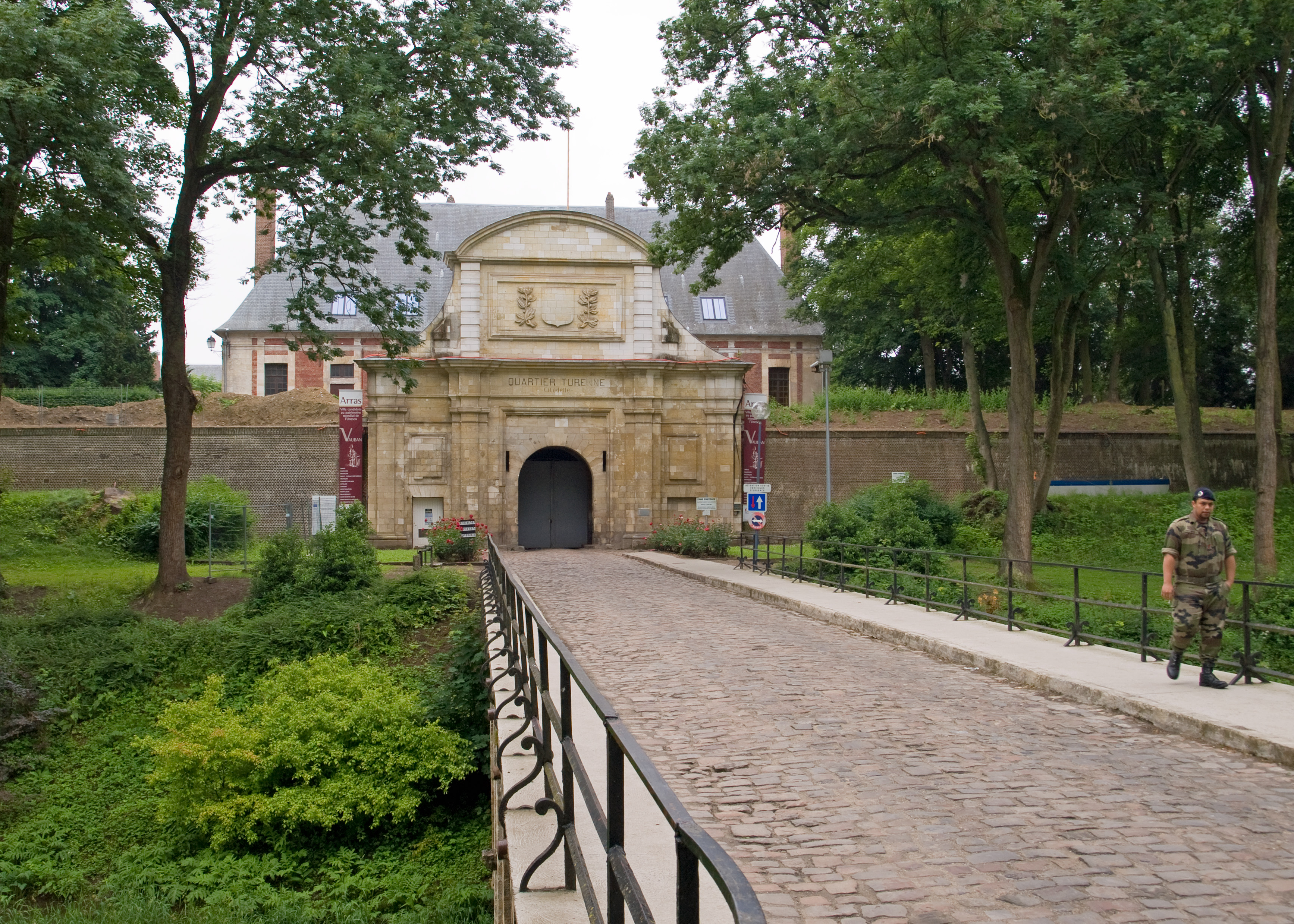
Porte Royale